# IP-telefon

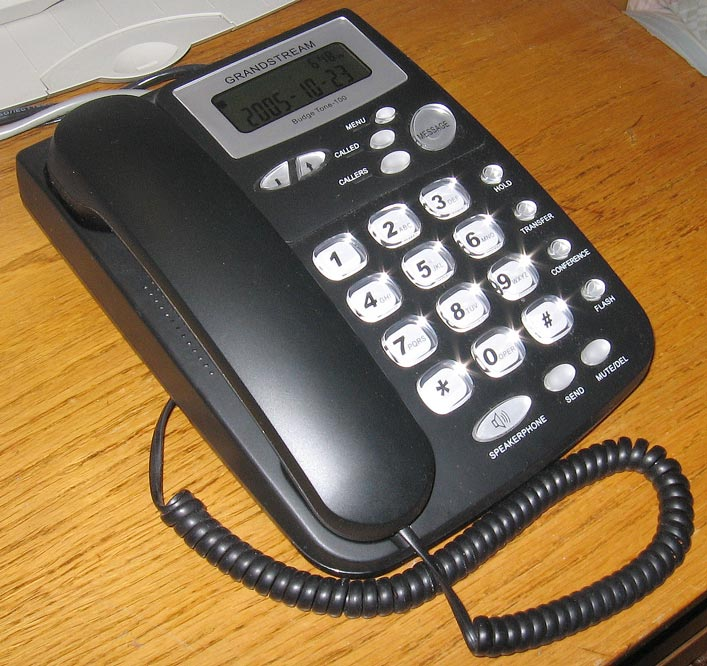
Egy Grandstream IP-telefon

 Az IP-telefon olyan eszköz, amely a hang továbbítását IP-hálózaton keresztül biztosítja. Az IP-alapú hangszolgáltatások összefoglaló neve VoIP (Voice over IP).

## Típusai
Az IP-telefont alapvetően két nagy csoportra bonthatjuk, a szoftveres, és a hardveres változatra. A számítógépen, vagy egyéb eszközön (PDA, mobiltelefon) futó, VoIP-telefonálásra alkalmas programot softphone-nak hívják. Ma már számos hardveres megoldás is létezik, melyek formailag, és az alkalmazott protokollok tekintetében is jelentősen különbözhetnek egymástól. A jelenleg kapható modellek jellemzően Wi-Fi segítségével kapcsolódnak az internetre, és valamely – már elterjedt – alkalmazás protokollját használják hívásra és hangátvitelre, gyakran a Skype cég termékét. Ezek a készülékek küllemükben rendkívül változatosak, a hagyományos, vezetékes telefonokra hasonlító modellektől, a mobilszerű formákon át az MP3 lejátszóig találkozhatunk variánsokkal. Egy, a számítógépek USB portjára csatlakozó kiegészítő segítségével akár hagyományos mobiltelefon is használható IP-telefonnak.

## Széles körű felhasználás
Az IP-telefonok és kliensek egy kiszolgáló segítségével közös hálózatba kapcsolhatók. Az ilyen kiszolgálót a H.323 világában ezt tipikusan gatekeepernek, míg a SIP világában proxy-nak hívják. Az összekapcsolt eszközök rövid hívószámokon keresztül is elérik egymást a nehezen megjegyezhető IP-szám helyett.
Megfelelő átjáró (gateway) használatával az IP-telefon képes kapcsolatot teremteni más telekommunikációs hálózatokkal. Ezt a lehetőséget a mobilszolgáltatók már évek óta elérhetővé tették. IP-alapú hívást az előfizetők egy előhívószám beütésével kezdeményezhetnek. Az így indított hívásokkal nemzetközi irányokban gyakran jelentős anyagi megtakarítás érhető el.